# Penrhyndeudraeth

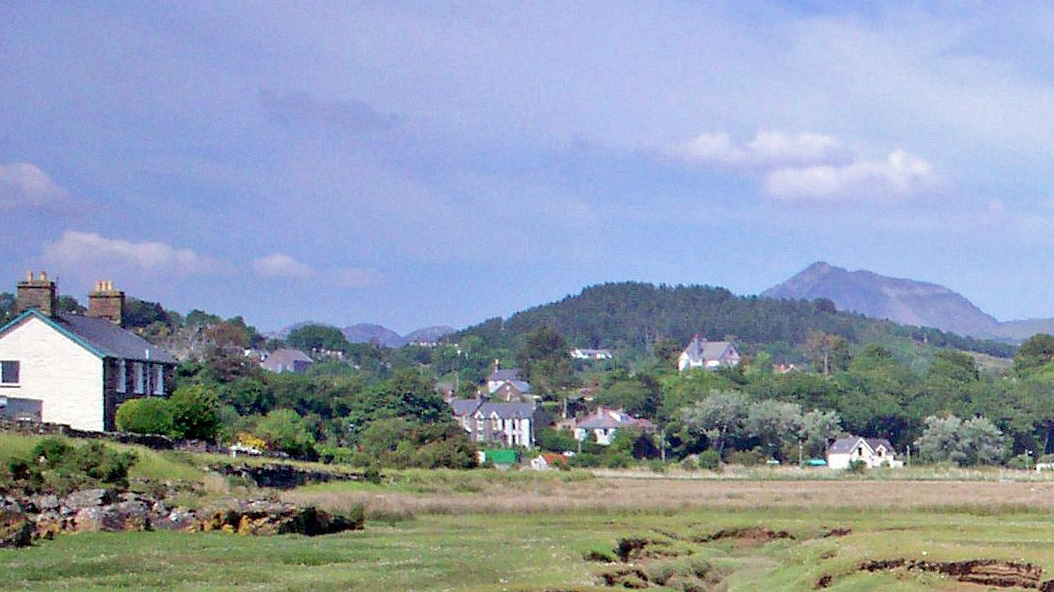
Penrhyndeudraeth

Penrhyndeudraeth (Landzunge mit zwei Stränden auf Walisisch) ist eine Ortschaft mit 1500 Einwohnern in Gwynedd, Wales, in der Nähe des River Dwyryd.
Im Jahre 1852 wurde der Sumpf im Gebiet des heutigen Zentrums von Penrhyndeudraeth vom Eigentümer David Williams trockengelegt, und die Ortschaft begann stetig zu wachsen. Mit dem Anschluss an das Eisenbahnnetz entstand 1872 mit einer Schießbaumwollenfabrik einer der wichtigsten Industriezweige Penrhyndeudraeths. Noch heute hat der Ort zwei Eisenbahnstationen, eine auf der Hauptlinie von Pwllheli nach Shrewsbury und eine weitere, den Bahnhof Penrhyn, der zur Ffestiniog Railway gehört.
In Penrhyndeudraeth starb am 2. Februar 1970 der Mathematiker, Logiker und Philosoph Bertrand Russell.